# 团山堡站
团山堡站是一个京哈线上的铁路车站，位于吉林省长春市宽城区团山街，建于1988年，目前为五等站，邮政编码为130052。目前不办理客、货运营业。